# Hubert Stevens
John Hubert Stevens (ur. 7 marca 1890 w Lake Placid, zm. 26 listopada 1950 tamże) – amerykański bobsleista, złoty medalista igrzysk olimpijskich.

## Kariera
Największy sukces osiągnął w 1932 roku, kiedy wspólnie ze swym bratem Curtisem zdobył złoty medal w dwójkach na igrzyskach olimpijskich w Lake Placid. Był to jego jedyny medal wywalczony na międzynarodowej imprezie tej rangi. Wystartował też w czwórkach rozgrywanych cztery lata później igrzyskach olimpijskich w Garmisch-Partenkirchen, gdzie był czwarty. Osada amerykańska przegrała tam walkę o medal z reprezentantami Wielkiej Brytanii o 0,72 sekundy. W czasie I wojny światowej był pilotem w United States Air Force.
Jego bracia: Paul i Curtis również byli bobsleistami.